# Jamides puloensis
Jamides puloensis är en fjärilsart som beskrevs av Tite 1960. Jamides puloensis ingår i släktet Jamides och familjen juvelvingar. Inga underarter finns listade i Catalogue of Life.